# 대전가오중학교
대전가오중학교(大田加午中學校)는 대한민국 대전광역시 동구 가오동에 있는 공립 중학교이다.

## 학교 연혁
- 1984년 12월 7일 : 중학교 설립인가(21학급)
- 1985년 3월 1일 : 제1대 민창기 교장 취임
- 1985년 3월 5일 : 개교 및 입학식(남 4,여 3학급)
- 2009년 3월 1일 : 특수학급 신설(4명)
- 2015년 11월 4일 : 대전가오중학교 복싱부 창단
- 2016년 3월 1일 : 자유학기제 일반학기 연계 연구학교 (~2018.02.28)
- 2019년 3월 1일 : 대전광역시지정 정책 연구학교(꿈의 SNS프로그램을 통한 자유학기활동 안정화 방안연구) (~2021.02.28)
- 2022년 5월 1일 : 2022년 동구 행복이음 혁신지구 마을결합 시범학교 (~2023.02.28)
- 2023년 3월 1일 : 창의인재성장학교 운영 (~2027.02.28)
- 2024년 1월 30일 : 제37회 졸업식(7학급 218명 졸업, 총 8,831명)
- 2024년 3월 1일 : 제19대 김영범 교장 취임
- 2024년 3월 4일 : 2024학년도 제40회 입학식(7학급 210명)

## 참고 자료
- 대전가오중학교 - 한국교육학술정보원 학교알리미